# Sanlúcar de Barrameda (Gerichtsbezirk)
Der Gerichtsbezirk Sanlúcar de Barrameda ist einer der 14 Gerichtsbezirke in der spanischen Provinz Cádiz.
Der Bezirk umfasst 3 Gemeinden auf einer Fläche von 273,85 km² mit dem Hauptquartier in Sanlúcar de Barrameda.

## Gemeinden
| Gemeinde                             | Einwohner (2024) | Fläche km² | Dichte Einw./km² | Cod INE | Postleitzahl |
| ------------------------------------ | ---------------- | ---------- | ---------------- | ------- | ------------ |
| Chipiona                             | 19.915           | 32,92      | 605              | 11016   | 11550        |
| Sanlúcar de Barrameda                | 69.876           | 170,93     | 409              | 11032   | 11540        |
| Trebujena                            | 7.015            | 70,00      | 100              | 11037   | 11560        |
| Gerichtsbezirk Sanlúcar de Barrameda | 96.806           | 273,85     | 354              | –       | –            |